# 289
Cette page concerne l'année 289  du calendrier julien. Pour l'année 289 av. J.-C., voir 289 av. J.-C. Pour le nombre 289, voir 289 (nombre).
L'année 289 est une année commune qui commence un mardi.

## Événements
- 21 avril : panégyrique de Maximien de l'orateur gaulois Mamertinus à l'occasion de l’anniversaire de la fondation de Rome  à Trèves[1]. Il mentionne les Eruli (Hérules) en Gaule.
- Printemps[2] : échec de l’expédition maritime contre Carausius en Bretagne. Maximien doit le reconnaître officiellement comme Auguste[3].

- Victoires de Dioclétien sur les Sarmates dans la région danubienne[4]. Il prend le nom de Sarmaticus Maximus.
- Révolte en Maurétanie Césarienne, seulement réprimée en 297. Le gouverneur Aurelius Litua combat les Quinquegentanei et les Bavares, et obtient quelques succès (289-290)[5]. Il fait reconstruire un pont à Auzia.
- Constance Chlore répudie sa concubine Hélène pour épouser Théodora[6].

## Naissances en 289
- Eulalie de Barcelone, martyre chrétienne.